# Nus de pescador

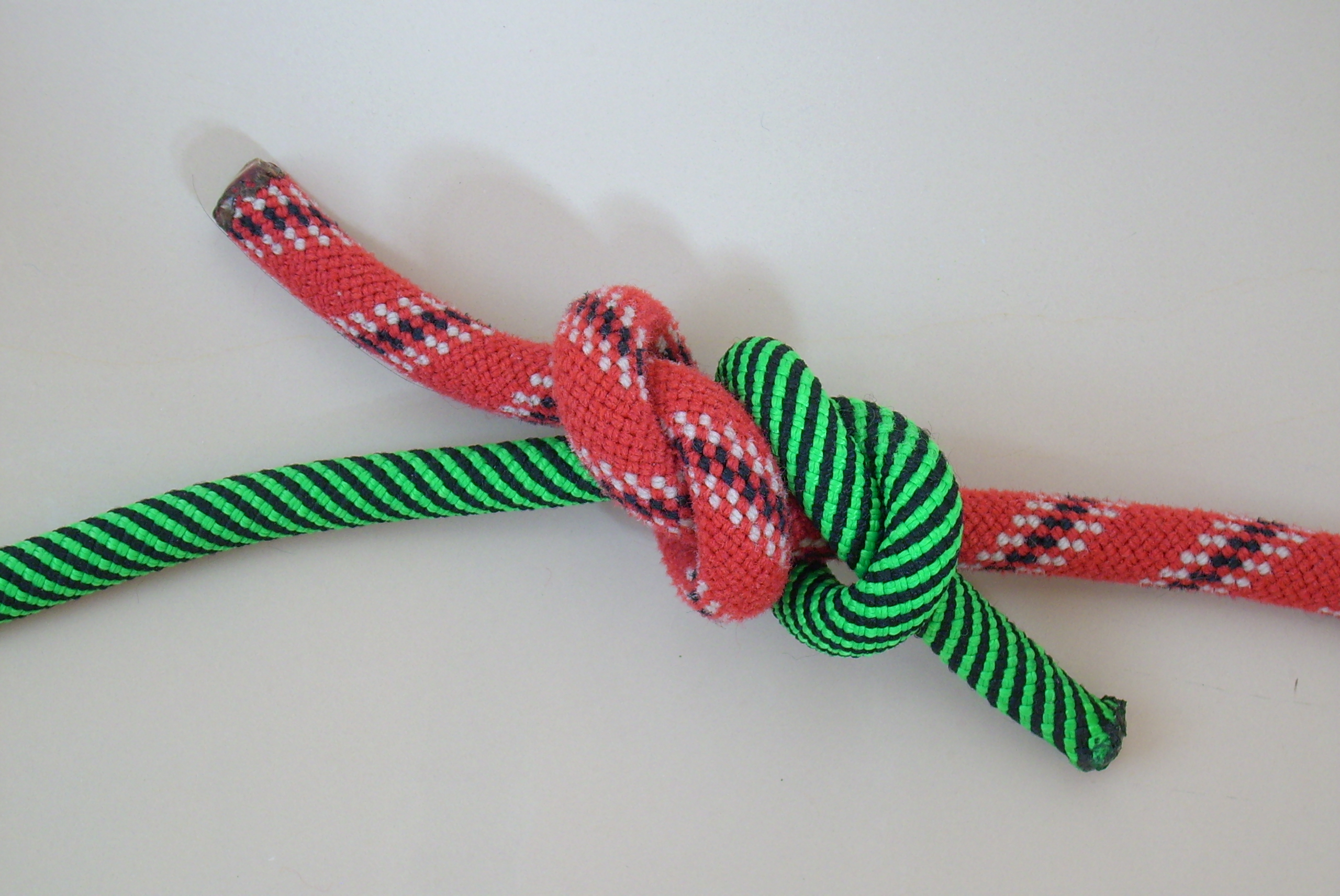
nus de pescador.

El nus de pescador és un nus per cordes i cordills de pesca. Té una estructura simètrica que consisteix en dos nusos simples, cada un lligat a la part central de l'altre. Altres noms per al nus de pescador inclouen: nus anglès i, nus halibut. Encara que el nus de pescador està associat amb la pesca, pot lliscar quan es lliga amb monofilament de niló i altres fils relliscosos; però, sí que té més capacitat de retenció, els nusos simples poden ser fets amb més girs, com el nus de pescador doble, i així successivament. És compacte, encallat quan s'estreny i els extrems es poden retallar molt a prop al nus. També pot ser lligat fàcilment amb mans fredes o mullades. Encara que aquestes propietats estan ben adaptades a la pesca, hi ha altres nusos que proporcionen un rendiment superior.